# Fn 키

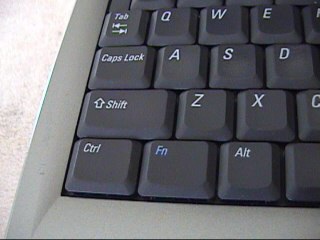
델 인스피론 1150 노트북의 Fn 키

Fn 키는 수많은 컴퓨터 자판에서 볼 수 있는 수식키이다. Fn은 펑션(function)의 준말 형태이며 키 조합을 위해 컴팩트한 자판 배열에 사용한다. 키보드 크기 제한이 있는 랩톱에서 흔히 볼 수 있다. 풀사이즈 멀티미디어 키보드에서는 F-Lock의 모습으로도 볼 수 있다. 디스플레이나 오디오 설정을 빠르게 변경하는 목적으로 주로 사용된다.(밝기, 대비, 볼륨 등) 설정 변경을 위해 적절한 키와 조합해서 누른다.